# بينيتا آساس

## السيرة الذاتية
وُلدت في الجزء القديم من سان سيباستيان عام 1873 في أسرة ذات جذور تقليدية. كانت والدتها، بلاسييدا بلاسا مانتيرولا من غيبوثكوا، ووالدها، روبرتو آساس، من كانتابريا.

### المسار المهني
دَرَسَتْ في مجال التعليم في سانتاندير، حيث انتقلت العائلة بسبب أسباب عمل والدها، وفي عام 1897 حصلت على وظيفة كمعلمة للأطفال في بلباو. هناك، شاركت إلى جانب جوانا ويتني (والدة ماريا دي مايتسو) في حركة من المعلمات الشابات التي كانت تدعو إلى تعليم ذي جودة للفتيات، مما يمنحهن الفرصة للتقدم في دراستهن بما يتجاوز "الحروف الأربع" والأعمال "المتعلقة بجنسهن" التي كان يُقتصر عليهن عادة.
عندما توفي والدها، انتقلت مع والدتها إلى مدريد، حيث طٌورت مسيرتها المهنية كاملة كمعلمة للأطفال، وهي التي كانت تعتبرها شغفها الكبير. تأثرت بشدة من حقيقة أن العديد من تلميذاتها الصغيرات كن يصلن إلى المدرسة في الصباح وهن جائعات، لذا قامت في عام 1911 بإطلاق مبادرة مبتكرة لتغطية الاحتياجات الغذائية الأساسية للطالبات: "مؤسسة الإفطار المدرسي". ولتحقيق ذلك، قامت بإشراك شخصيات بارزة من العالم الثقافي والاقتصادي والسياسي ليعلنوا دعمهم العلني للمبادرة.
في عام 1910 نُشر دليلها المعنون "الله والكون. كتاب قراءة تعليمية للأطفال"، الذي حصل على "الإذن" من أبرشية مدريد-ألكالا في عام 1911، وفي عام 1916، وبعد طلبها، تم تضمينه ككتاب دراسي مدرسي. وقد تم صياغته تقريبًا كأطروحة، حيث يشجع فيه الشخصيتين الشابتين على التفكير في الدين والوطن ورفض التقليد.

### المسار النسوي
في نوفمبر 1908، نشرت في جريدة "إل نيربيون" في بلباو مقالًا بعنوان "الرجال يرتعبون". في هذا المقال، قامت بنقد الهجمات التي كان يتعرض لها الحركة النسائية الدولية من قبل الصحافة.
في 15 أكتوبر 1913، قامت مع بيلار فرنانديز سيلفا بتأسيس صحيفة إل بينسامينتو فيمينينو التي أدارتها بين عامي 1913 و1916.
ومع اختفاء هذه الصحيفة، استمرت بينيتا في المساهمة بمقالاتها في لا فوس دي لا موجير، التي أسستها سيلسيا ريجيس. كما ألقت في عام 1913 محاضرة في أثينيو مدريد تدعو فيها إلى المساواة التامة بين الرجال والنساء في حقوقهم القانونية والسياسية، بما في ذلك حقهن في التصويت. وقد اعتُبرت هذه المحاضرة واحدة من الأحداث البادئة للحركة النسوية في إسبانيا.
من أنشطتها الاجتماعية، يجب تسليط الضوء على دورها كرئيسة للجنة التنفيذية لـ ANME (رابطة النساء الإسبانيات) من عام 1924 حتى 1932. في عام 1929، حضرت بينيتا، كوفد من "رابطة النساء الإسبانية"، الجمعية التي دعت إليها عصبة الأمم في جنيف، حيث اقترحت عقد "مؤتمر عالمي للنساء" كأحد الأدوات لتجنب الحروب مثل الحرب العالمية الأولى.
خلال الجمهورية الإسبانية الثانية (1931-1939)، وبمناسبة صياغة الدستور الجديد، تم تكليف آساس بتقديم مذكّرة في الكورتيس حول حق المرأة في التصويت أمام اللجنة الدستورية.
كان نسويتها الحازمة ولكن المتأنية قد تبدو قديمة في نظر الأجيال الجديدة التي ظهرت في العشرينات، وهي عقد من التغيرات الاجتماعية المتسارعة والمفاجئة. في بيئة من التطرّف، جلبت كتاباتها ضد النسويات المتطرفات، سواء من اليمين أو اليسار، بعض العداءات لها. وهكذا، عندما وصلت الجمهورية وأخيرًا اٌعترف بحق المرأة في التصويت الذي كانت قد ناضلت من أجله منذ ثلاثة عقود، لم يتذكرها سوى القليل. ومع ذلك، بعد الحرب الأهلية، اتهمها الفرانكيون بـ "اليسارية" وحٌكم عليها بالنفي.

### العملية والإلغاء
ظلّت ناشطة في مدريد طوال الحرب الأهلية الإسبانية. وبعد انتهاء الصراع، تقدمت بطلب للعودة إلى التدريس في 12 أبريل 1939. وفي 21 نوفمبر 1940، قررت اللجنة العليا لتصفية الملفات إلغاء مستحقاتها التي لم تتلقاها، وفرضت عليها إلغاء أهلية العمل في مهنتها أو شغل المناصب الإدارية أو الموثوقة.
بعد تقاعدها، عاشت في بلباو حيث توفيت في 1968. وفي إحدى آخر تدخلاتها كتبت: «نحن نرى بريق النسوية اليوم في الشابات اللاتي يتوجهن إلى الجامعات، واللاتي يشاركن في المختبرات العلمية، وفي النساء اللاتي يديرن شركات كبيرة، وفي النساء اللاتي يشغلن المناصب السياسية ذات المسؤولية...».

## التكريمات
في مسقط رأسها سان سيباستيان، خٌصصت ساحة باسمها تكريمًا لعملها في حي إيجيا.
في بلباو، غٌير اسم إحدى الشوارع في حي سان إغناسيو إلى اسمها في مارس 2017 بموجب قانون الذاكرة التاريخية في إسبانيا.
في عقد التسعينات، خصصت بلدية غوادالاخارا إحدى شوارع حي جديد في هذه المدينة الألكاري بشكل كامل لنساء إسبانيات.
في عام 2022، تم إنشاء جوائز "بينيطا آساس مانتيرولا" من قبل جامعة ديستو، لتكريم الأبحاث التي تتبنى المنظور النسوي.